# Championnats du monde de biathlon 2013
Navigation
Ruhpolding 2012 Kontiolahti 2015
La 51e édition des Championnats du monde de biathlon, organisée par l'Union internationale de biathlon, se déroule du 6 au 17 février 2013 à Nové Město na Moravě en Tchéquie, qui accueille les mondiaux pour la première fois. Ces championnats sont intégrés à la coupe du monde, comme c'est le cas depuis 1990.
Chez les hommes, la rivalité Svendsen-Fourcade bat son plein. Le Norvégien remporte quatre titres, dont deux individuels, tandis que le Français gagne une médaille d'or individuelle et quatre médailles d'argent.
Chez les femmes, Tora Berger remporte quatre titres, dont deux individuels, tandis que Darya Domracheva gagne sa une deuxième médaille d'or mondiale après celle obtenue en 2012. Les Norvégiens s'imposent sur les trois relais (hommes, femmes et mixte), ce qui leur permet de totaliser huit titres mondiaux sur les onze attribués en Tchéquie.

## Programme
|  | - Mercredi 6 février : - Cérémonie d'ouverture - Jeudi 7 février : - Relais mixte - Samedi 9 février : - Sprint hommes - Sprint femmes - Dimanche 10 février : - Poursuite hommes - Poursuite femmes | - Mercredi 13 février : - Individuel femmes - Jeudi 14 février : - Individuel hommes - Vendredi 15 février : - Relais femmes - Samedi 16 février : - Relais hommes - Dimanche 17 février : - Mass Start femmes - Mass Start hommes |  |

| Évènements                               | Évènements                               | Calendrier   | Calendrier | Calendrier | Calendrier | Calendrier | Calendrier | Calendrier | Calendrier | Calendrier | Calendrier | Calendrier | Calendrier |  |
| Évènements                               | Évènements                               | mer 6        | jeu 7      | ven 8      | sam 9      | dim 10     | lun 11     | mar 12     | mer 13     | jeu 14     | ven 15     | sam 16     | dim 17     |  |
| Évènements                               | Évènements                               | Février 2013 |            |            |            |            |            |            |            |            |            |            |            |  |
| Cérémonie d'ouverture                    | Cérémonie d'ouverture                    | •            |            |            |            |            |            |            |            |            |            |            |            |  |
|                                          |                                          |              |            |            |            |            |            |            |            |            |            |            |            |  |
| Hommes                                   |                                          |              |            |            |            |            |            |            |            |            |            |            |            |  |
| Individuel (20 km)                       |                                          |              |            |            |            |            |            |            | 17h15      |            |            |            |            |  |
| Sprint (10 km)                           |                                          |              |            | 13h00      |            |            |            |            |            |            |            |            |            |  |
| Poursuite (12,5 km)                      |                                          |              |            |            | 13h00      |            |            |            |            |            |            |            |            |  |
| Mass Start (15 km)                       |                                          |              |            |            |            |            |            |            |            |            |            | 15h00      |            |  |
| Relais (4 × 7,5 km)                      |                                          |              |            |            |            |            |            |            |            |            | 17h15      |            |            |  |
|                                          |                                          |              |            |            |            |            |            |            |            |            |            |            |            |  |
| Femmes                                   |                                          |              |            |            |            |            |            |            |            |            |            |            |            |  |
| Individuel (15 km)                       |                                          |              |            |            |            |            |            | 17h15      |            |            |            |            |            |  |
| Sprint (7,5 km)                          |                                          |              |            | 16h15      |            |            |            |            |            |            |            |            |            |  |
| Poursuite (10 km)                        |                                          |              |            |            | 16h15      |            |            |            |            |            |            |            |            |  |
| Mass Start (12,5 km)                     |                                          |              |            |            |            |            |            |            |            |            |            | 12h00      |            |  |
| Relais (4 × 6 km)                        |                                          |              |            |            |            |            |            |            |            | 17h15      |            |            |            |  |
|                                          |                                          |              |            |            |            |            |            |            |            |            |            |            |            |  |
| Relaix mixte (2 × 6 km F + 2 × 7,5 km H) | Relaix mixte (2 × 6 km F + 2 × 7,5 km H) |              | 17h30      |            |            |            |            |            |            |            |            |            |            |  |
|                                          |                                          |              |            |            |            |            |            |            |            |            |            |            |            |  |

## Tableau récapitulatif
| Individuel (20 km)             | Martin Fourcade                                                                      | Tim Burke                                                                       | Fredrik Lindström                                                                  |
| Sprint (10 km)                 | Emil Hegle Svendsen                                                                  | Martin Fourcade                                                                 | Jakov Fak                                                                          |
| Poursuite (12,5 km)            | Emil Hegle Svendsen                                                                  | Martin Fourcade                                                                 | Anton Shipulin                                                                     |
| Mass Start (15 km)             | Tarjei Bø                                                                            | Anton Shipulin                                                                  | Emil Hegle Svendsen                                                                |
| Relais (4 × 7,5 km)            | Norvège- Ole Einar Bjørndalen - Henrik L'Abée-Lund - Tarjei Bø - Emil Hegle Svendsen | France- Simon Fourcade - Jean-Guillaume Beatrix - Alexis Bœuf - Martin Fourcade | Allemagne- Simon Schempp - Andreas Birnbacher - Arnd Peiffer - Erik Lesser         |
| Femmes                         |                                                                                      |                                                                                 |                                                                                    |
| Individuel (15 km)             | Tora Berger                                                                          | Andrea Henkel                                                                   | Valj Semerenko                                                                     |
| Sprint (7,5 km)                | Olena Pidhrushna                                                                     | Tora Berger                                                                     | Vita Semerenko                                                                     |
| Poursuite (10 km)              | Tora Berger                                                                          | Krystyna Pałka                                                                  | Olena Pidhrushna                                                                   |
| Mass Start (12,5 km)           | Darya Domracheva                                                                     | Tora Berger                                                                     | Monika Hojnisz                                                                     |
| Relais (4 × 6 km)              | Norvège- Hilde Fenne - Ann Kristin Flatland - Synnøve Solemdal - Tora Berger         | Ukraine- Juliya Dzhyma - Vita Semerenko - Valj Semerenko - Olena Pidhrushna     | Italie- Dorothea Wierer - Nicole Gontier - Michela Ponza - Karin Oberhofer         |
| Mixte                          |                                                                                      |                                                                                 |                                                                                    |
| Relais (2 × 6 km + 2 × 7,5 km) | Norvège- Tora Berger - Synnøve Solemdal - Tarjei Bø - Emil Hegle Svendsen            | France- Marie-Laure Brunet - Marie Dorin-Habert - Alexis Bœuf - Martin Fourcade | Tchéquie- Veronika Vitková - Gabriela Soukalová - Jaroslav Soukup - Ondřej Moravec |

## Tableau des médailles
| Médailles | Pays        | Or | Argent | Bronze | Ensemble |
| --------- | ----------- | -- | ------ | ------ | -------- |
| 1         | Norvège     | 8  | 2      | 1      | 11       |
| 2         | France      | 1  | 4      | 0      | 5        |
| 3         | Ukraine     | 1  | 1      | 3      | 5        |
| 4         | Biélorussie | 1  | 0      | 0      | 1        |
| 5         | Allemagne   | 0  | 1      | 1      | 2        |
| -         | Pologne     | 0  | 1      | 1      | 2        |
| -         | Russie      | 0  | 1      | 1      | 2        |
| 8         | États-Unis  | 0  | 1      | 0      | 1        |
| 9         | Italie      | 0  | 0      | 1      | 1        |
| -         | Tchéquie    | 0  | 0      | 1      | 1        |
| -         | Slovénie    | 0  | 0      | 1      | 1        |
| -         | Suède       | 0  | 0      | 1      | 1        |

## Résultats détaillés

### Hommes

#### Individuel (20 km)
| Rang               | Biathlète               | Pénalités  | Temps         | Retard         |
| ------------------ | ----------------------- | ---------- | ------------- | -------------- |
| Médaille d'or      | Martin Fourcade         | 1 (+1 min) | 49 min 43 s 0 | —              |
| Médaille d'argent  | Tim Burke               | 1 (+1 min) | 50 min 06 s 5 | + 25 s 5       |
| Médaille de bronze | Fredrik Lindström       | 1 (+1 min) | 50 min 16 s 7 | + 35 s 7       |
| 4                  | Ondřej Moravec          | 2 (+2 min) | 50 min 31 s 6 | + 48 s 6       |
| 5                  | Björn Ferry             | 1 (+1 min) | 50 min 54 s 8 | + 1 min 11 s 8 |
| 6                  | Simon Fourcade          | 1 (+1 min) | 51 min 01 s 4 | + 1 min 18 s 4 |
| 7                  | Lukas Hofer             | 2 (+2 min) | 51 min 02 s 0 | + 1 min 19 s 0 |
| 8                  | Andreas Birnbacher      | 2 (+2 min) | 51 min 19 s 6 | + 1 min 36 s 6 |
| 9                  | Henrik L'Abée-Lund      | 2 (+2 min) | 51 min 20 s 3 | + 1 min 37 s 3 |
| 10                 | Jean-Philippe Leguellec | 1 (+1 min) | 51 min 31 s 4 | + 1 min 48 s 4 |

#### Sprint (10 km)
| Rang               | Biathlète            | Pénalités | Temps         | Retard   |
| ------------------ | -------------------- | --------- | ------------- | -------- |
| Médaille d'or      | Emil Hegle Svendsen  | 1         | 23 min 25 s 1 | —        |
| Médaille d'argent  | Martin Fourcade      | 1         | 23 min 33 s 2 | + 8 s 1  |
| Médaille de bronze | Jakov Fak            | 0         | 23 min 36 s 3 | + 11 s 2 |
| 4                  | Ole Einar Bjørndalen | 1         | 23 min 45 s 0 | + 19 s 9 |
| 5                  | Dmitry Malyshko      | 0         | 23 min 48 s 3 | + 23 s 2 |
| 6                  | Alexis Bœuf          | 0         | 23 min 50 s 1 | + 25 s 0 |
| 7                  | Anton Shipulin       | 1         | 23 min 58 s 0 | + 32 s 9 |
| 8                  | Fredrik Lindström    | 2         | 24 min 03 s 1 | + 38 s 0 |
| 9                  | Evgeny Ustyugov      | 1         | 24 min 03 s 5 | + 38 s 4 |
| 10                 | Simon Eder           | 0         | 24 min 03 s 7 | + 38 s 6 |

#### Poursuite (12,5 km)
| Rang               | Biathlète            | Pénalités | Temps         | Retard   |
| ------------------ | -------------------- | --------- | ------------- | -------- |
| Médaille d'or      | Emil Hegle Svendsen  | 1         | 32 min 35 s 5 | —        |
| Médaille d'argent  | Martin Fourcade      | 2         | 32 min 35 s 6 | + 0 s 1  |
| Médaille de bronze | Anton Shipulin       | 1         | 32 min 39 s 1 | + 3 s 6  |
| 4                  | Dmitry Malyshko      | 0         | 32 min 40 s 9 | + 5 s 4  |
| 5                  | Dominik Landertinger | 0         | 32 min 55 s 9 | + 20 s 4 |
| 6                  | Jakov Fak            | 1         | 33 min 05 s 2 | + 29 s 7 |
| 7                  | Fredrik Lindström    | 1         | 33 min 18 s 9 | + 43 s 4 |
| 8                  | Alexis Bœuf          | 2         | 33 min 22 s 1 | + 46 s 6 |
| 9                  | Björn Ferry          | 0         | 33 min 23 s 6 | + 48 s 1 |
| 10                 | Ole Einar Bjørndalen | 4         | 33 min 27 s 0 | + 51 s 5 |

#### Mass Start (15 km)
| Rang               | Biathlète              | Pénalités | Temps         | Retard   |
| ------------------ | ---------------------- | --------- | ------------- | -------- |
| Médaille d'or      | Tarjei Bø              | 0         | 36 min 15 s 8 | —        |
| Médaille d'argent  | Anton Shipulin         | 1         | 36 min 19 s 5 | + 3 s 7  |
| Médaille de bronze | Emil Hegle Svendsen    | 1         | 36 min 23 s 2 | + 7 s 4  |
| 4                  | Ondřej Moravec         | 1         | 36 min 26 s 2 | + 10 s 4 |
| 5                  | Erik Lesser            | 1         | 36 min 26 s 8 | + 11 s 0 |
| 6                  | Dominik Landertinger   | 1         | 36 min 32 s 5 | + 16 s 7 |
| 7                  | Jean-Guillaume Béatrix | 2         | 36 min 35 s 4 | + 19 s 6 |
| 8                  | Björn Ferry            | 0         | 36 min 38 s 3 | + 22 s 5 |
| 9                  | Simon Fourcade         | 2         | 36 min 52 s 1 | + 36 s 3 |
| 10                 | Martin Fourcade        | 2         | 36 min 52 s 6 | + 36 s 8 |

#### Relais (4 × 7,5 km)
| Rang               | Biathlètes                                                                    | Temps par biathlète                                      | Pén. + Pioches      | Temps final       | Retard         |
| ------------------ | ----------------------------------------------------------------------------- | -------------------------------------------------------- | ------------------- | ----------------- | -------------- |
| Médaille d'or      | Norvège Ole Einar Bjørndalen Henrik L'Abée-Lund Tarjei Bø Emil Hegle Svendsen | 18 min 34 s 9 18 min 50 s 2 18 min 52 s 4 19 min 21 s 5  | 0+5 0+3 0+0 0+1     | 1 h 15 min 39 s 0 | —              |
| Médaille d'argent  | France Simon Fourcade Jean-Guillaume Beatrix Alexis Bœuf Martin Fourcade      | 18 min 58 s 8 19 min 10 s 4 19 min 35 s 5 19 min 07 s 3  | 0+7 0+3 0+1 0+2     | 1 h 16 min 51 s 8 | + 1 min 12 s 8 |
| Médaille de bronze | Allemagne Simon Schempp Andreas Birnbacher Arnd Peiffer Erik Lesser           | 18 min 30 s 80 18 min 54 s 6 19 min 08 s 7 20 min 23 s 4 | 2+3 0+0 2+3         | 1 h 16 min 57 s 5 | + 1 min 18 s 5 |
| 4                  | Russie Anton Shipulin Evgeny Ustyugov Evgeniy Garanichev Dmitry Malyshko      | 18 min 35 s 2 18 min 59 s 1 20 min 13 s 6 19 min 15 s 2  | 2+7 0+1 2+3 0+2     | 1 h 17 min 03 s 1 | + 1 min 24 s 1 |
| 5                  | Autriche Simon Eder Daniel Mesotitsch Christoph Sumann Dominik Landertinger   | 18 min 37 s 5 19 min 11 s 0 19 min 53 s 0 19 min 36 s 4  | 0+5 0+0 0+2 0+1 0+2 | 1 h 17 min 17 s 9 | + 1 min 38 s 9 |
| 6                  | Tchéquie Michal Šlesingr Ondřej Moravec Jaroslav Soukup Michal Krčmář         | 18 min 34 s 8 19 min 34 s 1 20 min 05 s 1 20 min 15 s 1  | 0+9 0+1 0+4 0+3 0+1 | 1 h 18 min 29 s 1 | + 2 min 50 s 1 |
| 7                  | Italie Christian De Lorenzi Dominik Windisch Christian Martinelli Lukas Hofer | 19 min 50 s 2 19 min 19 s 9 20 min 18 s 2 19 min 15 s 6  | 1+9 1+3 0+2         | 1 h 18 min 43 s 9 | + 3 min 04 s 9 |
| 8                  | Canada Jean-Philippe Leguellec Scott Gow Nathan Smith Scott Perras            | 18 min 54 s 9 20 min 22 s 4 19 min 41 s 1 19 min 46 s 3  | 0+9 0+2 0+3 0+1 0+3 | 1 h 18 min 44 s 7 | + 3 min 05 s 7 |
| 9                  | Bulgarie Michail Kletcherov Miroslav Kenanov Vladimir Iliev Krasimir Anev     | 19 min 07 s 0 20 min 15 s 7 19 min 39 s 4 19 min 48 s 5  | 0+5 0+1 0+2 0+1     | 1 h 18 min 50 s 6 | + 3 min 11 s 6 |
| 10                 | Slovaquie Dušan Šimočko Pavol Hurajt Matej Kazár Miroslav Matiaško            | 19 min 23 s 2 19 min 52 s 0 19 min 22 s 0 20 min 29 s 6  | 0+9 0+1 0+3 0+2     | 1 h 19 min 06 s 8 | + 3 min 27 s 8 |

### Femmes

#### Individuel (15 km)
| Rang               | Biathlète           | Pénalités  | Temps         | Retard         |
| ------------------ | ------------------- | ---------- | ------------- | -------------- |
| Médaille d'or      | Tora Berger         | 0          | 44 min 52 s 5 | —              |
| Médaille d'argent  | Andrea Henkel       | 0          | 45 min 45 s 2 | + 52 s 7       |
| Médaille de bronze | Valj Semerenko      | 1 (+1 min) | 46 min 35 s 0 | + 1 min 42 s 5 |
| 4                  | Anastasiya Kuzmina  | 2 (+2 min) | 46 min 47 s 5 | + 1 min 55 s 0 |
| 5                  | Vita Semerenko      | 1 (+1 min) | 47 min 18 s 4 | + 2 min 25 s 9 |
| 6                  | Olga Zaïtseva       | 2 (+2 min) | 47 min 23 s 4 | + 2 min 30 s 9 |
| 7                  | Ekaterina Glazyrina | 1 (+1 min) | 47 min 33 s 0 | + 2 min 40 s 5 |
| 8                  | Kaisa Mäkäräinen    | 3 (+3 min) | 47 min 38 s 3 | + 2 min 45 s 8 |
| 9                  | Marie Dorin-Habert  | 2 (+2 min) | 47 min 43 s 7 | + 2 min 51 s 2 |
| 10                 | Olga Vilukhina      | 1 (+1 min) | 47 min 56 s 1 | + 3 min 03 s 6 |

#### Sprint (7,5 km)
| Rang               | Biathlète            | Pénalités | Temps         | Retard   |
| ------------------ | -------------------- | --------- | ------------- | -------- |
| Médaille d'or      | Olena Pidhrushna     | 0         | 21 min 02 s 1 | —        |
| Médaille d'argent  | Tora Berger          | 1         | 21 min 08 s 5 | + 6 s 4  |
| Médaille de bronze | Vita Semerenko       | 0         | 21 min 24 s 9 | + 22 s 8 |
| 4                  | Olga Zaïtseva        | 1         | 21 min 26 s 6 | + 24 s 5 |
| 5                  | Olga Vilukhina       | 0         | 21 min 27 s 4 | + 25 s 3 |
| 6                  | Miriam Gössner       | 2         | 21 min 35 s 2 | + 33 s 1 |
| 7                  | Krystyna Pałka       | 1         | 21 min 36 s 6 | + 34 s 5 |
| 8                  | Ann Kristin Flatland | 0         | 21 min 37 s 6 | + 35 s 5 |
| 9                  | Kaisa Mäkäräinen     | 2         | 21 min 42 s 9 | + 40 s 8 |
| 10                 | Veronika Vitková     | 0         | 21 min 52 s 7 | + 50 s 6 |

#### Poursuite (10 km)
| Rang               | Biathlète            | Pénalités | Temps         | Retard         |
| ------------------ | -------------------- | --------- | ------------- | -------------- |
| Médaille d'or      | Tora Berger          | 3         | 28 min 48 s 4 | —              |
| Médaille d'argent  | Krystyna Palka       | 2         | 29 min 06 s 9 | + 18 s 5       |
| Médaille de bronze | Olena Pidhrushna     | 2         | 29 min 09 s 9 | + 21 s 5       |
| 4                  | Olga Zaïtseva        | 3         | 29 min 11 s 4 | + 23 s 0       |
| 5                  | Ekaterina Glazyrina  | 0         | 29 min 33 s 8 | + 45 s 4       |
| 6                  | Andrea Henkel        | 0         | 29 min 37 s 6 | + 49 s 2       |
| 7                  | Ann Kristin Flatland | 1         | 29 min 56 s 7 | + 1 min 08 s 3 |
| 8                  | Veronika Vitková     | 2         | 29 min 58 s 5 | + 1 min 10 s 1 |
| 9                  | Vita Semerenko       | 4         | 29 min 59 s 3 | + 1 min 10 s 9 |
| 10                 | Kaisa Mäkäräinen     | 4         | 30 min 03 s 9 | + 1 min 15 s 5 |

#### Mass Start (12,5 km)
| Rang               | Biathlète          | Pénalités | Temps         | Retard         |
| ------------------ | ------------------ | --------- | ------------- | -------------- |
| Médaille d'or      | Darya Domracheva   | 2         | 35 min 54 s 5 | —              |
| Médaille d'argent  | Tora Berger        | 2         | 36 min 03 s 2 | + 8 s 7        |
| Médaille de bronze | Monika Hojnisz     | 1         | 36 min 22 s 1 | + 27 s 6       |
| 4                  | Vita Semerenko     | 2         | 36 min 41 s 1 | + 46 s 6       |
| 5                  | Olga Zaitseva      | 2         | 36 min 46 s 6 | + 52 s 1       |
| 6                  | Miriam Gössner     | 4         | 36 min 46 s 6 | + 52 s 1       |
| 7                  | Krystyna Palka     | 1         | 36 min 55 s 3 | + 1 min 00 s 8 |
| 8                  | Teja Gregorin      | 2         | 36 min 59 s 0 | + 1 min 04 s 5 |
| 9                  | Marie Dorin Habert | 2         | 37 min 05 s 3 | + 1 min 10 s 8 |
| 10                 | Jana Gereková      | 3         | 37 min 12 s 2 | + 1 min 17 s 7 |

#### Relais (4 × 6 km)
| Rang               | Biathlètes                                                                             | Temps par biathlète                                     | Pén. + Pioches       | Temps final       | Retard         |
| ------------------ | -------------------------------------------------------------------------------------- | ------------------------------------------------------- | -------------------- | ----------------- | -------------- |
| Médaille d'or      | Norvège Hilde Fenne Ann Kristin Flatland Synnøve Solemdal Tora Berger                  | 17 min 18 s 1 17 min 29 s 1 16 min 53 s 5 16 min 30 s 3 | 1+9 1+5 0+2 0+1      | 1 h 08 min 11 s 0 | —              |
| Médaille d'argent  | Ukraine Juliya Dzhyma Vita Semerenko Valj Semerenko Olena Pidhrushna                   | 16 min 49 s 5 17 min 03 s 3 17 min 12 s 6               | 0+5 0+1 0+2 0+1      | 1 h 08 min 18 s 0 | + 7 s 0        |
| Médaille de bronze | Italie Dorothea Wierer Nicole Gontier Michela Ponza Karin Oberhofer                    | 16 min 30 s 8 17 min 07 s 7 17 min 48 s 5 16 min 55 s 6 | 0+4 0+0 0+2 0+0      | 1 h 08 min 22 s 6 | + 11 s 6       |
| 4                  | Russie Ekaterina Glazyrina Olga Zaïtseva Ekaterina Shumilova Olga Vilukhina            | 16 min 30 s 3 17 min 06 s 8 18 min 04 s 1 16 min 58 s 8 | 0+7 0+1 0+2 0+3 0+1  | 1 h 08 min 40 s 0 | + 29 s 0       |
| 5                  | Allemagne Franziska Hildebrand Miriam Gössner Laura Dahlmeier Andrea Henkel            | 16 min 57 s 4 17 min 05 s 2 16 min 59 s 5 17 min 39 s 8 | 0+11 0+3 0+5 0+0 0+3 | 1 h 08 min 41 s 9 | + 30 s 9       |
| 6                  | France Anaïs Bescond Sophie Boilley Marie-Laure Brunet Marie Dorin-Habert              | 16 min 42 s 9 17 min 41 s 7 17 min 23 s 3 16 min 59 s 8 | 0+13 0+3 0+4 0+3     | 1 h 08 min 47 s 7 | + 36 s 7       |
| 7                  | Biélorussie Nadezhda Skardino Liudmila Kalinchik Nastassia Dubarezava Darya Domracheva | 16 min 32 s 3 17 min 14 s 4 18 min 27 s 4 16 min 59 s 1 | 1+7 0+0 0+1 1+4 0+2  | 1 h 09 min 13 s 2 | + 1 min 02 s 2 |
| 8                  | Slovaquie Jana Gereková Anastasiya Kuzmina Martina Chrapánová Paulína Fialková         | 16 min 30 s 9 17 min 05 s 7 18 min 15 s 5 18 min 19 s 2 | 0+14 0+3 0+5 0+3     | 1 h 10 min 11 s 3 | + 2 min 00 s 3 |
| 9                  | Pologne Krystyna Pałka Magdalena Gwizdoń Monika Hojnisz Weronika Nowakowska            | 16 min 20 s 9 17 min 59 s 6 18 min 30 s 6 17 min 40 s 2 | 1+13 0+2 1+6 0+3 0+2 | 1 h 10 min 31 s 3 | + 2 min 20 s 3 |
| 10                 | Tchéquie Veronika Vitková Gabriela Soukalová Jitka Landová Barbora Tomešová            | 16 min 20 s 8 17 min 03 s 1 18 min 50 s 0 18 min 51 s 8 | 2+10 0+1 0+2 1+3 1+4 | 1 h 11 min 05 s 7 | + 2 min 54 s 7 |

### Mixte

#### Relais (2 × 6 km + 2 × 7,5 km)
| Rang               | Biathlètes                                                                   | Temps par biathlète                                     | Pén. + Pioches      | Temps final       | Retard         |
| ------------------ | ---------------------------------------------------------------------------- | ------------------------------------------------------- | ------------------- | ----------------- | -------------- |
| Médaille d'or      | Norvège Tora Berger Synnøve Solemdal Tarjei Bø Emil Hegle Svendsen           | 15 min 45 s 6 17 min 16 s 2 19 min 29 s 4 19 min 27 s 7 | 0+4 0+0 0+2 0+1     | 1 h 12 min 04 s 9 | —              |
| Médaille d'argent  | France Marie-Laure Brunet Marie Dorin-Habert Alexis Bœuf Martin Fourcade     | 16 min 29 s 3 16 min 45 s 8 19 min 47 s 1 19 min 22 s 7 | 0+8 0+2 0+3 0+2 0+1 | 1 h 12 min 24 s 9 | + 20 s 0       |
| Médaille de bronze | Tchéquie Veronika Vitková Gabriela Soukalová Jaroslav Soukup Ondřej Moravec  | 16 min 30 s 0 16 min 56 s 4 19 min 46 s 1 19 min 24 s 7 | 0+5 0+3 0+1 0+0     | 1 h 12 min 37 s 2 | + 32 s 3       |
| 4                  | Italie Dorothea Wierer Karin Oberhofer Dominik Windisch Lukas Hofer          | 16 min 24 s 0 17 min 10 s 3 19 min 44 s 8 19 min 44 s 2 | 0+4 0+0 0+2 0+0 0+2 | 1 h 13 min 03 s 3 | + 58 s 4       |
| 5                  | Slovénie Andreja Mali Teja Gregorin Klemen Bauer Jakov Fak                   | 16 min 56 s 5 16 min 55 s 3 19 min 42 s 1 19 min 38 s 1 | 0+6 0+1 0+0 0+4 0+1 | 1 h 13 min 12 s 0 | + 1 min 07 s 1 |
| 6                  | Russie Olga Zaïtseva Olga Vilukhina Anton Shipulin Dmitry Malyshko           | 15 min 57 s 7 17 min 00 s 4 19 min 45 s 4 20 min 47 s 9 | 1+9 0+1 0+3 1+4     | 1 h 13 min 31 s 4 | + 1 min 26 s 5 |
| 7                  | Slovaquie Jana Gereková Anastasiya Kuzmina Pavol Hurajt Matej Kazár          | 16 min 21 s 0 16 min 50 s 4 20 min 28 s 9 19 min 57 s 3 | 0+8 0+1 0+3 0+1 0+3 | 1 h 13 min 37 s 6 | + 1 min 32 s 7 |
| 8                  | États-Unis Annelies Cook Susan Dunklee Lowell Bailey Leif Nordgren           | 16 min 58 s 0 16 min 38 s 9 20 min 01 s 1 19 min 59 s 7 | 0+7 0+3 0+1 0+2 0+1 | 1 h 13 min 37 s 7 | + 1 min 32 s 8 |
| 9                  | Ukraine Juliya Dzhyma Natalya Burdyga Andriy Deryzemlya Sergueï Sednev       | 16 min 37 s 0 17 min 13 s 9 20 min 13 s 1 19 min 51 s 8 | 1+8 0+2 0+1 1+4 0+1 | 1 h 13 min 55 s 8 | + 1 min 50 s 9 |
| 10                 | Pologne Krystyna Pałka Magdalena Gwizdoń Łukasz Szczurek Krzysztof Pływaczyk | 16 min 05 s 5 16 min 58 s 7 20 min 29 s 9 20 min 24 s 6 | 0+7 0+1 0+3 0+1 0+2 | 1 h 13 min 58 s 7 | + 1 min 53 s 8 |